# Wolfgang Haberl (Schriftsteller)

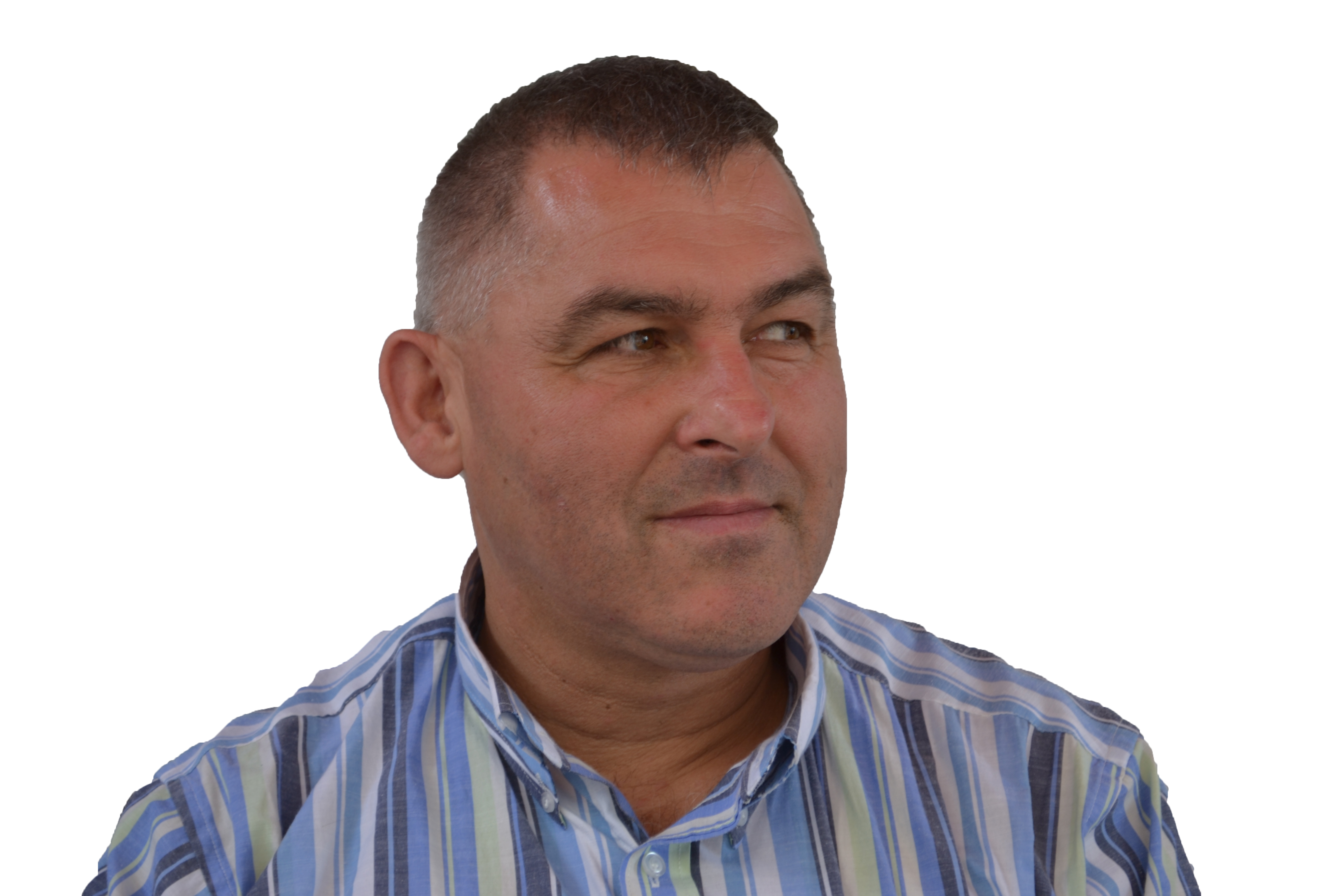
Wolfgang Haberl 2014

Wolfgang Haberl (* 21. Januar 1960 in Ingolstadt) ist ein deutscher Schriftsteller.

## Leben
Wolfgang Haberl wuchs in einfachen Familienverhältnissen im von Autoindustriekultur und konservativer Politik geprägten Ingolstadt der 1960er und 1970er Jahre auf. Seine Familie mütterlicherseits kommt aus Schlesien (heute Polen). Nach dem Abitur am Reuchlin-Gymnasium wurde er zum Grundwehrdienst in der Ingolstädter Pionierkaserne auf der Schanz eingezogen, in der Folge jedoch am 27. November 1990 nachträglich als Kriegsdienstverweigerer anerkannt. Ab dem Wintersemester 1979/1980 studierte er zwei Jahre lang an der Westfälischen-Wilhelms-Universität in Münster und anschließend an der Freien Universität im damaligen West-Berlin, die er 1991 mit dem Magister Artium verließ. Seine Magisterarbeit schrieb er über Bob Dylan, dessen Songtexte damals in akademischen Kreisen am John-F.-Kennedy-Institut für Nordamerikastudien noch wenig Akzeptanz fanden und als Populärkultur galten. Anfang der neunziger Jahre zog er nach Italien, wo er aus beruflichen Gründen häufig den Wohnort wechselte (Toskana, Latium, Verona, Neapel). Von 1995 bis 2005 arbeitete er im Verkauf von Natur- und Kunststein, zuletzt als Gebietsvertriebsleiter für die Firma Quarella. Seit 2016 lebt er in Rom und arbeitet am neusprachlichen Gymnasium Federigo Enriques in Ostia als Deutschlehrer. Er ist mit Giovanna Maria Teresa Luceri verheiratet und Vater der 1997 geborenen Tochter Diletta Haberl.

## Themen und Stil
Haberls Protagonisten und Texte schwanken oft zwischen kurzen Ausbrüchen von Rebellion und Spiritualität und einer verbreiteten Grundeinstellung von Nihilismus, Resignation und manchmal auch Kapitulation vor einer als abstrus, hohl und übermächtig empfundenen globalisierten Gegenwartskultur ohne innere Werte.
Ein weiteres Thema ist die Reflexion über die immer augenfälliger werdende Bedeutungslosigkeit der zeitgenössischen Literatur, die es seit Jahrzehnten nicht mehr schafft, „Leitkultur“ zu produzieren, immer mehr ihren jahrtausendealten Nimbus als hohe Kultur zu verlieren scheint und durch die Kakofonie zuerst des Fernsehens und heute der sozialen Medien übertönt wird. Er beklagt in diesem Zusammenhang die (für ihn) „mafiösen“ Strukturen der (deutschen) Kultur- und Literaturindustrie mit ihren intransparenten und oft ungerechten Vergabe- und Verteilungsmechanismen. Die Verzahnungen zwischen den großen Publikumsverlagen, öffentlicher Kulturarbeit, Feuilletons, Literaturpreisen und Bestsellerlisten sind (für ihn) ein Armutszeugnis von geschlossenen Gesellschaften des gegenwärtigen Literaturbetriebs, der nur eine Mainstream-Kultur überleben lässt. Er sieht sich dabei in der Tradition der literarischen Untergrundliteratur eines Rolf Dieter Brinkmann und, mehr noch, deren Vorläufer und Wegbereiter in Nordamerika, der sogenannten Beat Generation. Über seinen poetologischen Ansatz reflektiert Haberl im „Nachwort“ des Lyrikbandes „100 Gedichte und ein Nachwort“. Haberls Schreibstil ist häufig von Lakonie, Sarkasmus und Groteske gekennzeichnet.

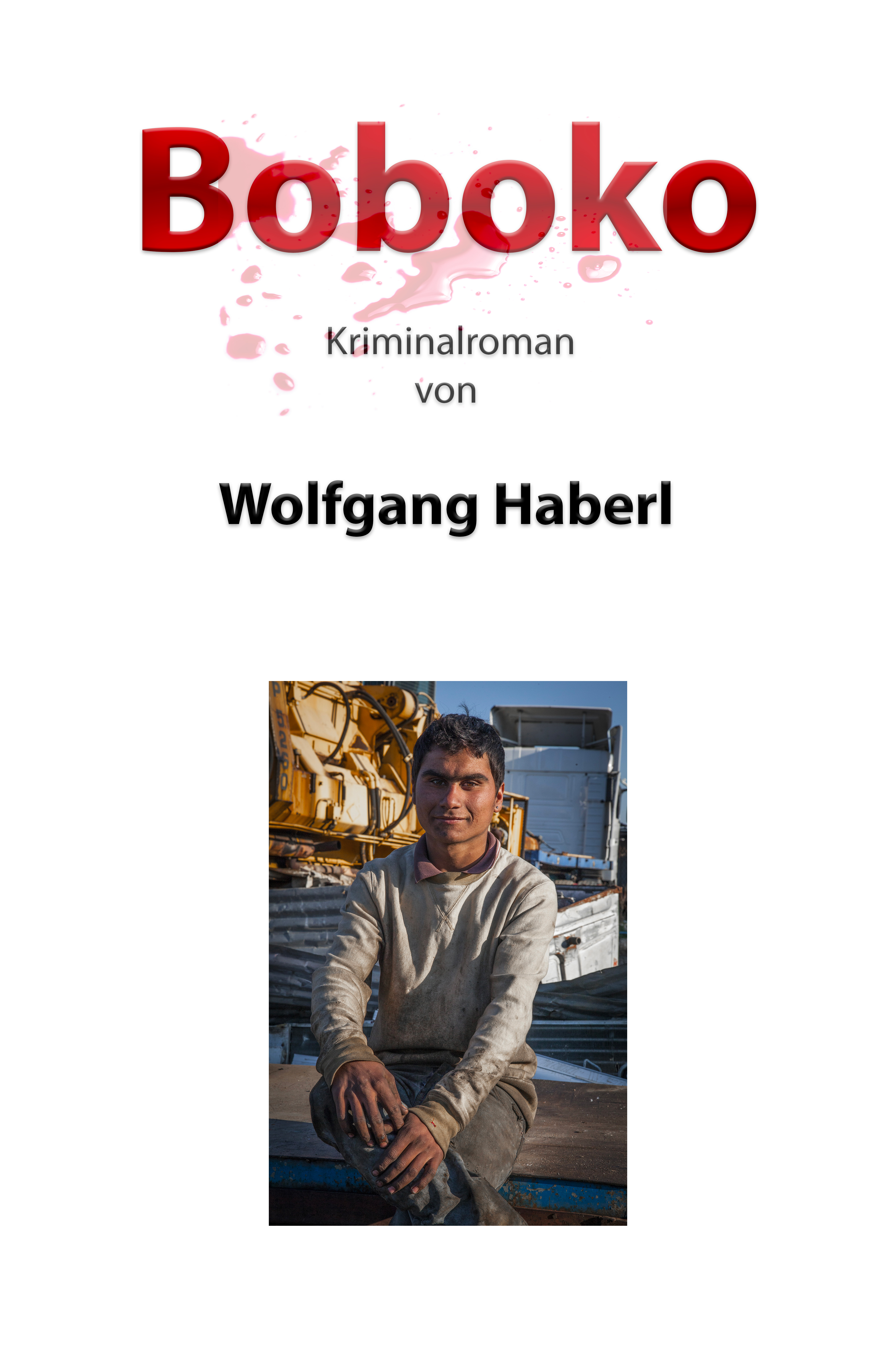
Boboko Buchcover

## Boboko
Die Rahmenhandlung eines Schulausflugs nach Neapel im September 2016, während dessen zwei Mädchen aus Berlin gekidnappt und am Ende des Buchs gegen ein Lösegeld freigelassen werden, wird im Roman durch zahlreiche Exkurse über Deutschland und Italien erweitert. Die Einschübe über die deutsche Autoindustrie, welche am meisten ins Auge fallen, konzentrieren sich auf die Zeit des Nazismus und hellen die historischen Bedingungen einer deutschen Schlüsselindustrie auf, die exemplarisch für die ökonomische Entwicklung und den heutigen Wohlstand der BRD steht. Thematisch orientiert sich der Roman am „True Writing“ der „Beat Generation“, das heißt, wahre Geschichten aus dem gelebten Leben über Personen zu erzählen, die man kennt. Die Beschreibung Deutschlands beschränkt sich dabei auf Berlin und Hildesheim, die Wohnorte Hans Hallers und seiner Ex-Frau Wilma Wildlife. Bei Italien rücken Neapel sowie der süditalienische Salento ins Blickfeld. Eine pessimistische Sichtweise prägt den Roman: in den heutigen post-industriellen westlichen Gesellschaften ist der Mensch bloße Ware und austauschbar. Eventuelle post-pasolinianische Erlösungsutopien von einem städtischen Subproletariat der Zigeuner, das längst seine Unschuld verloren hat, sind nicht mehr denkbar, da auch die Ränder der Gesellschaft deren kapitalistische Mechanismen verinnerlicht haben. Häufige interkulturelle Referenzen und Easter Eggs prägen den Schreibstil des Romans. Neben soziologisch-philosophischen roten Fäden, die Haller manchmal mit einem ominösen Jugendfreund Scheibe legt, gibt es zahlreiche gedankliche Nebenschauplätze, so zum Beispiel am Ende des Romans die Präsenz osteuropäischer Länder und deren Integration in die westeuropäisch geprägte Europäische Gemeinschaft, was möglicherweise zu Verwerfungen geführt hat, die bis heute andauern. Hier werden Überlegungen fortgesetzt, die Leonard Cohen in seinem Lied „Democracy“ (1992) angestoßen hat.

## Klassenfeinde

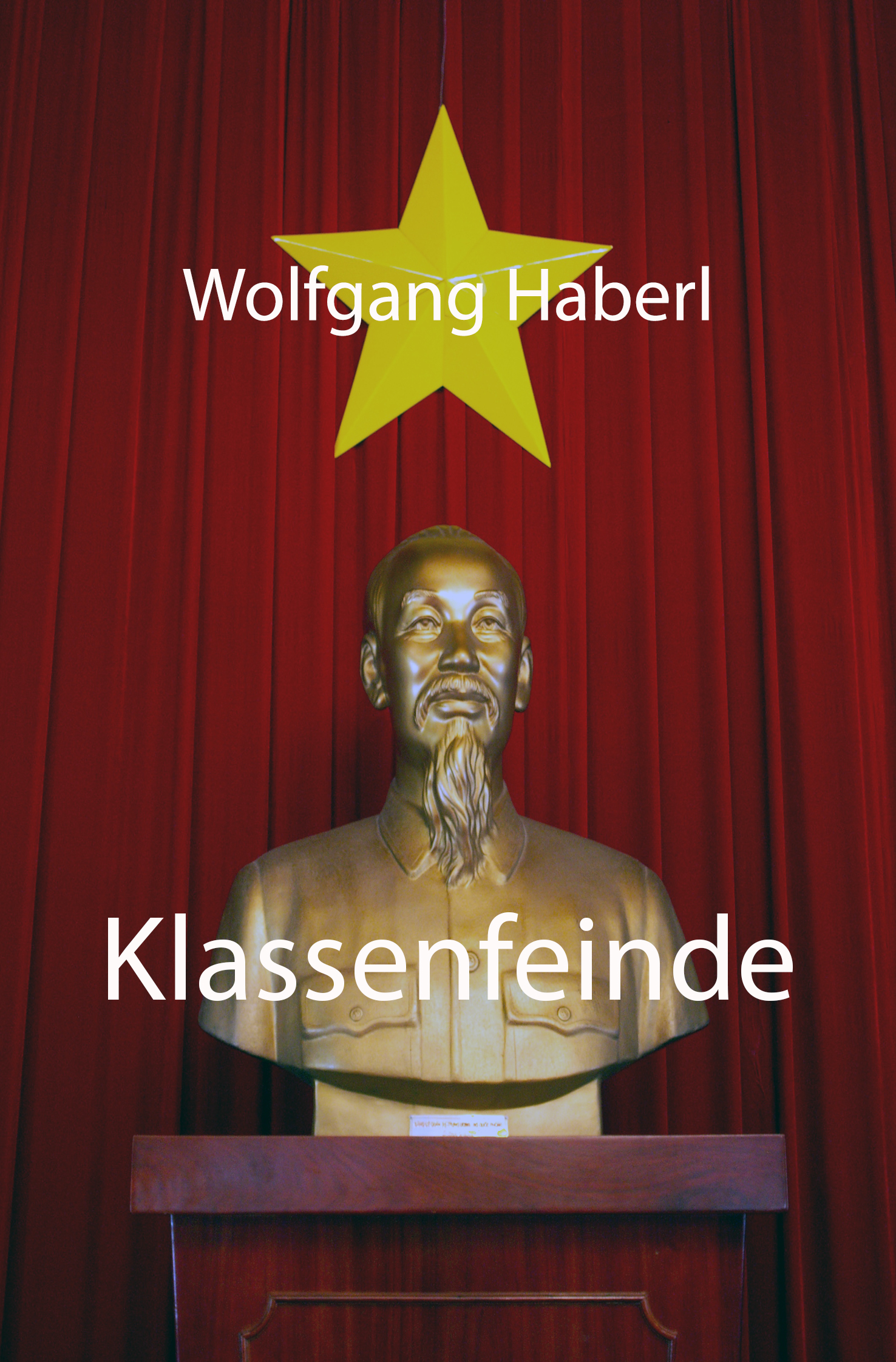
Buchumschlag

2024 erscheint der knappe autobiografische Titel Klassenfeinde, in dem einige Personen des Abiturjahrgangs 1979 am Reuchlin-Gymnasium in Ingolstadt beschrieben werden. Das Buch ist eine kaum verhehlte, oftmals ironisch aufgebrochene Kritik des kulturellen Umfelds Bayerns Ende der siebziger Jahre, das durch eine konservative, geisttötende Politik, Duckmäusertum und Provinzialismus geprägt war.

## Publikationen
Haberls Sachbuch über die amerikanische Rockmusikerin Patti Smith wurde in der deutschsprachigen Ausgabe der Musikzeitschrift Rolling Stone wegen der „steifen Sprache“ und dem „Orkus etlicher hundert Fußnoten“ kritisiert. Lobende Erwähnung fanden allerdings die „[a]kademische Gründlichkeit“ des Autors sowie dessen „Distanz zum Thema“. Seit 2014 betreibt Haberl außerdem einen eigenen Blog. 2015 erschien Haberls erster Roman Niemand sagt was, der die Liebesgeschichte zwischen Edgar Rödl und Teresa Bianciardi 1988 im Kreuzberg vor dem Mauerfall zum Thema hat.

### Sachbücher
- Wolfgang Haberl: Zimmys Jukebox. Ausgewählte Lieder von Bob Dylan. 1. Auflage. SWB, Stuttgart 2011, ISBN 978-3-942661-82-9.
- Wolfgang Haberl: Leonard Cohen. Die Ohnmacht der Worte. 1. Auflage. SWB, Stuttgart 2012, ISBN 978-3-942661-60-7 (2018 erschien eine Neuauflage unter dem Titel Leonard Cohen: Die Macht der Worte.).
- Wolfgang Haberl: Patti Smith. 1. Auflage. SWB, Stuttgart 2013, ISBN 978-3-944264-08-0.
- Wolfgang Haberl: Rio Reiser. Ein Anarchist aus Deutschland. Biografie. 1. Auflage. SWB, Stuttgart 2015, ISBN 978-3-944264-67-7.
- Wolfgang Haberl: Franco Battiato. Oh! Sweet Nuthin’. 1. Auflage. epubli, Berlin 2021, ISBN 978-3-7541-0935-9.

### Literarische Texte
- Wolfgang Haberl: Niemand sagt was. Roman. 1. Auflage. Westkreuz-Verlag, Berlin / Bonn 2015, ISBN 978-3-944836-25-6.
- Wolfgang Haberl: Italien! 1. Auflage. Westkreuz-Verlag, Berlin / Bonn 2017, ISBN 978-3-944836-37-9.
- Wolfgang Haberl: 100 Gedichte (und 1 Nachwort). 1. Auflage. epubli, Berlin 2017, ISBN 978-3-7450-5752-2.
- Wolfgang Haberl: Mein Affe macht Theater. 2 Bühnenstücke. 1. Auflage. epubli, Berlin 2017, ISBN 978-3-7450-7030-9.
- Wolfgang Haberl: Boboko. 1. Auflage.epubli, Berlin 2022, ISBN 978-3-7565-1348-2.
- Wolfgang Haberl: Klassenfeinde. 1. Auflage.epubli, Berlin 2024, ISBN 978-3-7598-5445-2